# Nkosilathi Nyathi
Nkosilathi Nyathi (2003) es un activista medioambiental de Zimbabue. Comenzó a hacer campaña a la edad de 10 años y aboga por la inclusión de los jóvenes en los roles de toma de decisiones. Opina que los esfuerzos de los jóvenes hacia la justicia climática no pueden materializarse si no pueden acceder a las plataformas de toma de decisiones. Nkosilathi estuvo en la Conferencia de las Naciones Unidas sobre el Cambio Climático de 2019 COP25 en Madrid haciendo campaña por más acciones climáticas e inclusión de los jóvenes por parte de los líderes mundiales.

Nkosilathi Nyathi se crio cerca de las Cataratas Victoria. Rastreó su viaje de activismo ambiental hasta el día en que se puso de pie con conciencia en un vertedero de basura en las Cataratas Victoria y se volvió más consciente de los problemas ambientales en su comunidad inmediata. Comenzó a notar los efectos del cambio climático en su entorno a la edad de 11 años en el quinto grado en la escuela primaria Chamabondo en Zimbabue. Las cataratas Victoria fueron testigo de la peor sequía en un siglo en 2019. 7,7 millones de habitantes de Zimbabue padecen inseguridad alimentaria y 45 millones de habitantes de África meridional corren el riesgo de pasar hambre. También hay tasas de desnutrición aguda sin precedentes de más del cinco por ciento en ocho de los distritos de Zimbabue. Todos estos problemas que se manifiestan en su comunidad lo llevaron a comenzar a enseñar a su comunidad sobre el cambio climático y a pedir continuamente la reducción de las emisiones globales, y se ha comprometido a no ceder hasta que los que toman las decisiones comiencen a realizar medidas climáticas considerables.
Era líder en su club de clima de la escuela primaria, Ozone Defenders Club. Lideró la creación de la primera planta de biogás en su comunidad para transformar los desechos en crecimiento para producir energía sostenible en 2016. La estación de biogás ahora se utiliza para la preparación de la comida de los estudiantes. Nkosinathi no es bueno en los deportes, pero tiene buenas habilidades de oratoria. Su uso continuo de su habilidad de oratoria para pedir al gobierno que aborde los problemas ambientales y preste más atención al cambio climático, le valió el reconocimiento de UNICEF para asistir a la edición 2019 de la 25a Conferencia de las Partes de la Convención Marco de las Naciones Unidas sobre el Cambio Climático (COP25) que tuvo lugar en Madrid. También pronunció un discurso en las reuniones del Grupo de Amigos de los Niños y los Objetivos de Desarrollo Sostenible (ODS) en el Foro Regional de África sobre el Desarrollo Sostenible de 2020 que se celebró en las Cataratas Victoria. En la reunión, abogó por la inclusión de los jóvenes con los líderes mundiales. Como miembro del club de prensa de su escuela, escribe artículos educativos sobre el medio ambiente y el clima.

## Premios y reconocimientos
- Embajador del clima juvenil de UNICEF para Zimbabue en 2015.[14][15]
- Embajador de la Juventud de Greenline Africa desde 2014.